# Nagybodófalva
Nagybodófalva (helyi nevén Bodó vagy Bodófalva, románul Bodo) falu Romániában, a Bánságban, Temes megyében.

## Fekvése
Lugostól 20 km-re északra, a Béga folyó partján fekszik. Bálinccal összeépült.

## Nevének eredete
Nevét egy 1344-es forrásban szereplő egykori bánáti falu után kapta (Bodov). Személynévi eredetű (Bodó).

## Története
A Földművelésügyi Minisztérium telepítette 1892–1894-ben, a temesrékasi kincstári uradalom kivágott erdejének a helyére, 89 kisperegi és 66 makói református magyar családdal. Nemsokára több makói család visszaköltözött, helyükre más bánáti falvakból érkeztek telepesek. 1903-ban 30 családját Bálincra költöztették. Krassó-Szörény vármegyéhez tartozott. 1945 és 1982 között újabb 72 család költözött be a faluba, kétharmaduk a Székelyföldről, egyharmaduk a Zsil völgyéből. Az 1980-as években a lerombolandó falvak listáján szerepelt.
Az első évtizedekben a Kisperegről érkezettek főként gabona-, a makóiak zöldségtermesztéssel foglalkoztak. Ma főként fejes salátájáról híres.
1999-ben és 2005-ben a Béga árvize öntötte el a falut. A helyi magyar iskola 2009-ben bezárt.

## Lakossága
1900-ban 1328 lakosából 1304 magyar anyanyelvű, 1231 református, 57 római katolikus és 20 görögkatolikus volt.
 2002-ben 480-an lakták, közülük 397 magyar és 70 román nemzetiségű, 334 református, 70 ortodox és 56 római katolikus vallású.

## Képek

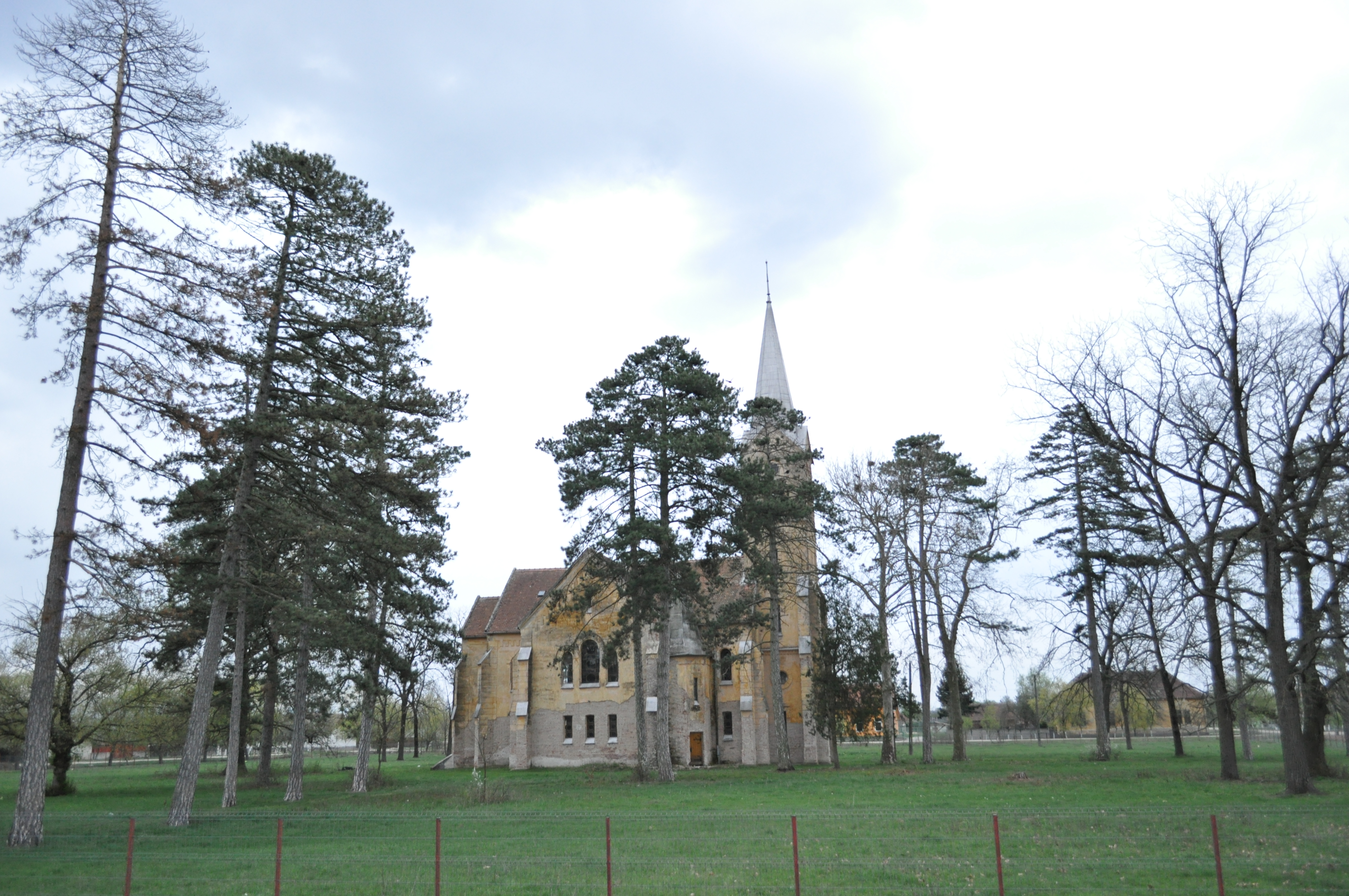
Református templom
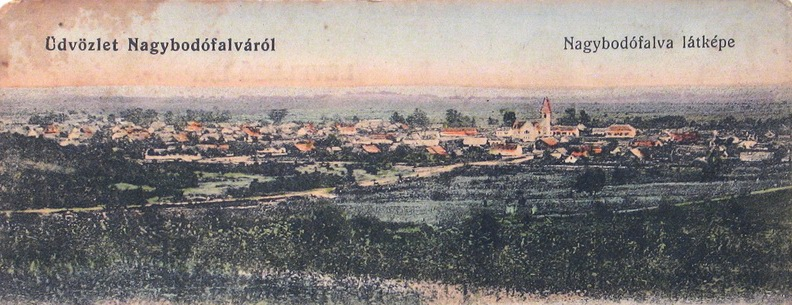
Képeslap az 1900-as évekből
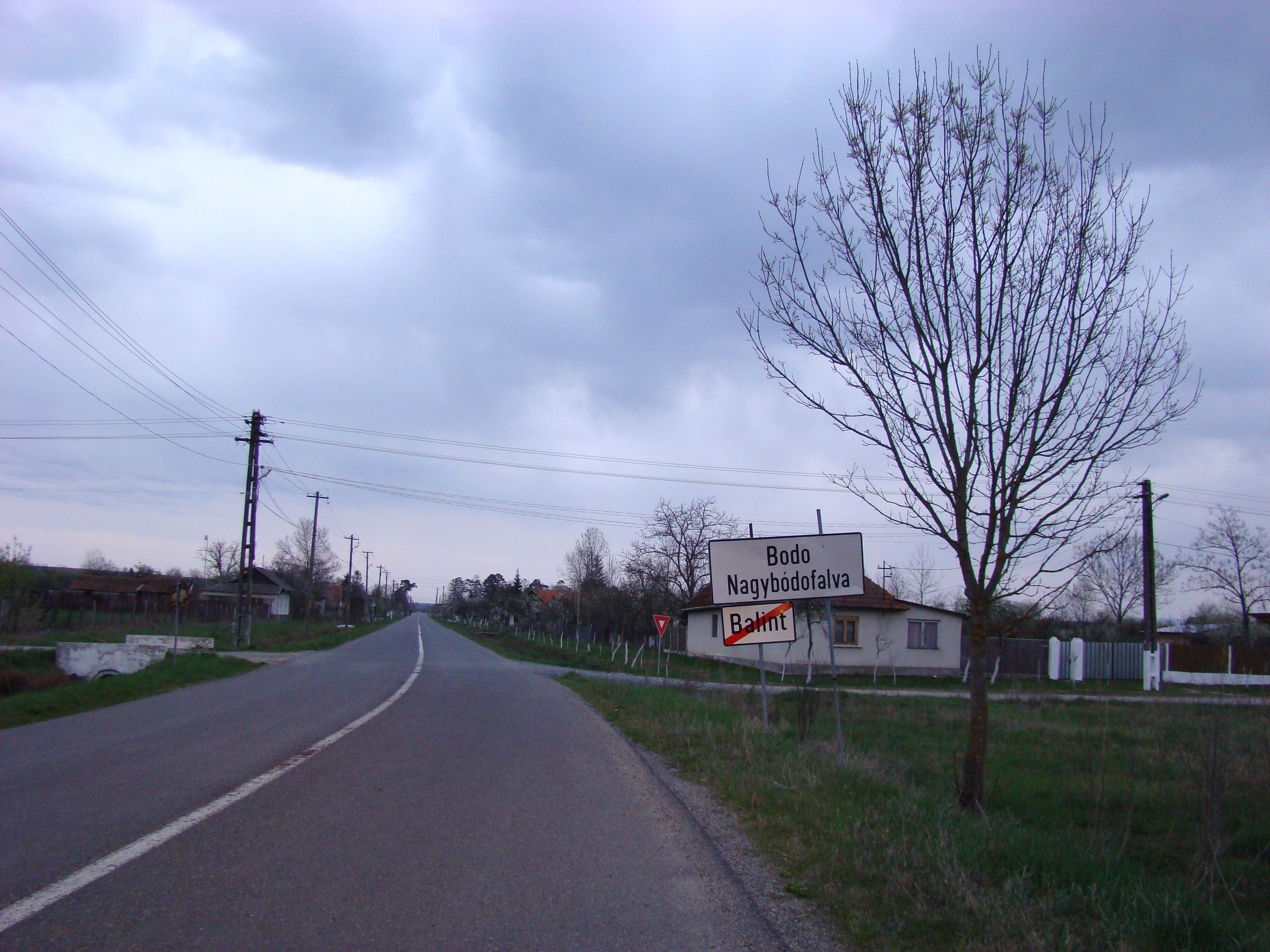
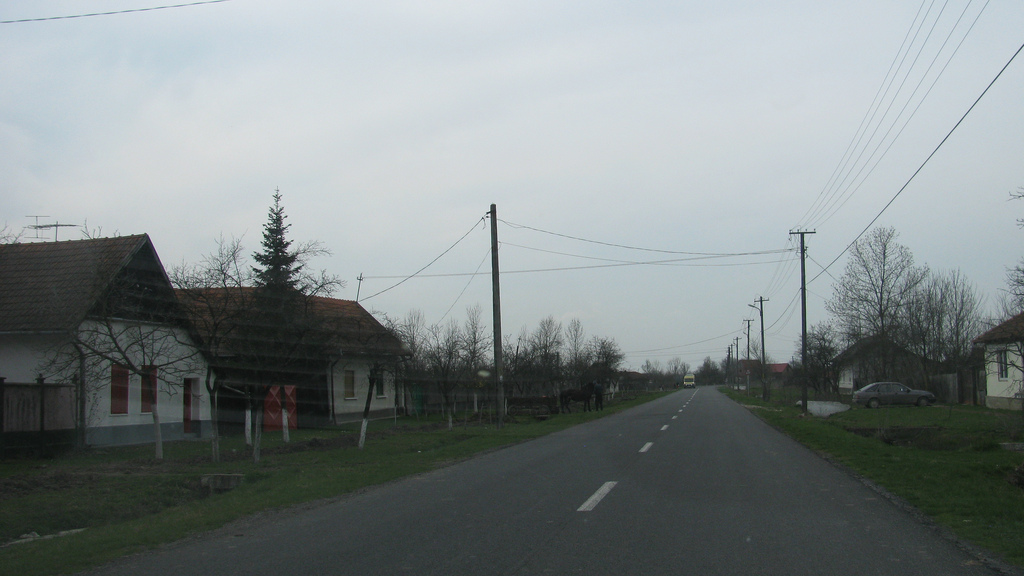
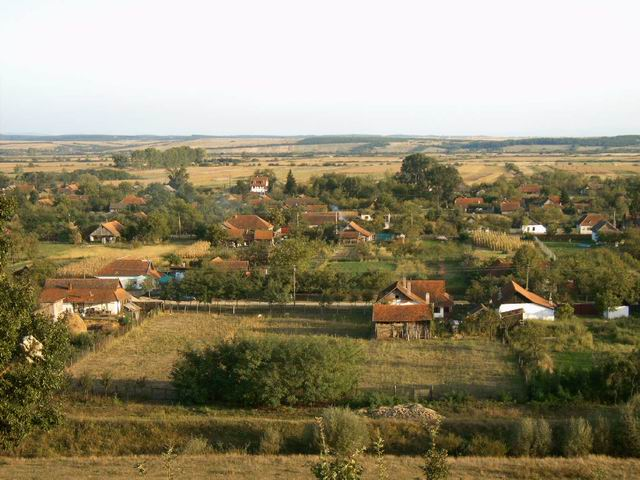